# Basilica di San Sisto Vecchio
San Sisto vecchio è una chiesa di Roma, situata in via Druso, nel rione Celio.

## Storia
Costruita nel IV secolo, è registrata nei documenti come il titulus Crescentianae, che la pone in relazione ad una certa Crescenziana, forse la matrona che ne finanziò la costruzione. La tradizione vuole che la costruzione di San Sisto vecchio sia stata approvata da papa Anastasio I (399-401). La chiesa conserva le reliquie di papa Sisto II, santo cui è dedicata, traslate qui dalle catacombe di San Callisto nel VI secolo.
San Sisto fu ricostruita all'inizio del XIII secolo per volere di papa Innocenzo III. È conservato un affresco realizzato in questa occasione e raffigurante scene dal nuovo testamento e dagli apocrifi. Il resto dell'edificio, ad eccezione dell'abside e della torre campanaria, fu ricostruito nel XVIII secolo per volere di papa Benedetto XIII.
Il convento annesso alla chiesa fu la prima sede dei frati predicatori a Roma e, per incarico di papa Onorio III, san Domenico vi raccolse una comunità di monache disposte ad accettare una più stretta osservanza. Nel 1891 la monaca domenicana Antonia Lalia vi fondò la congregazione missionaria detta, dal titolo del monastero, di San Sisto.